# サン・グレゴーリオ・ディ・カターニア
サン・グレゴーリオ・ディ・カターニア（イタリア語: San Gregorio di Catania）は、イタリア共和国シチリア州カターニア県にある、人口約12,000人の基礎自治体（コムーネ）。

## 地理

### 位置・広がり

#### 隣接コムーネ
隣接するコムーネは以下の通り。
- アーチ・カステッロ
- カターニア
- サン・ジョヴァンニ・ラ・プンタ
- トレメスティエーリ・エトネーオ
- ヴァルヴェルデ

## 行政

### 分離集落
サン・グレゴーリオ・ディ・カターニアには、以下の分離集落（フラツィオーネ）がある。
- Carrubazza, Cerza, Sgroppillo